# Багратуни, Яков Герасимович
Князь Я́ков Гера́симович Баграту́ни (арм. Յակոբ Գերասիմի Բագրատունի; 25 августа 1879, Ахалцихе, Тифлисская губерния — 23 декабря 1943, Лондон) — генерал-майор русской армии, генерал армии Армении.

## Биография

### Образование
Родился в армянской дворянской семье, из рода князей Багратуни. Окончил Тифлисскую мужскую гимназию (1898; с золотой медалью), Киевское военное училище (1900; первым в выпуске с занесением фамилии на мраморную доску), Николаевскую академию Генерального штаба (1907).

### Офицер русской армии
С 1900 — подпоручик лейб-гвардии Кексгольмского императора Австрийского полка. Успешно выполнил важное разведывательное задание в Персии. С 1904 — поручик. В том же году поступил в Академию Генерального штаба, но уже в начале 1905 прервал обучение и отправился на фронт русско-японской войны. Командовал ротой в 19-м Восточно-Сибирском полку. 25 февраля 1905 в боях у деревни Пухе был ранен и контужен, но продолжил командовать ротой. За боевые заслуги был награждён орденами св. Анны 4-й степени с надписью «За храбрость» и орденом св. Станислава 3-й степени с мечами и бантом.

С 1907 — штабс-капитан, командовал ротой лейб-гвардии Кексгольмского полка. С 26 ноября 1908 — капитан, помощник старшего адъютанта штаба Туркестанского военного округа. Затем руководил 4-м (разведывательным) отделом штаба округа. По данным его биографа, академика Гранта Аветисяна, Багратуни 

выполнял секретные военно-научные и практические задания в Монголии, Тибете, Корее, Афганистане, Средней Азии — Бухаре, Кашгаре, Кермише, Кушке, Мерве, раскрыл заговор пантюркистских эмиссаров в Ташкенте и других городах Туркестана. Этот его подвиг был отмечен орденом святой Анны 3-й степени. Был произведён в подполковники.

#### Участие в Первой мировой войне
Участник Первой мировой войны, был штаб-офицером для поручений при штабе 1-го Туркестанского армейского корпуса. В сентябре 1914 отличился в боях на Северо-Западном фронте в районе Лыка, за отличия был награждён орденами св. Станислава 2-й степени с мечами и св. Владимира 4-й степени с мечами и бантом. В октябре 1914 — январе 1915 временно исполнял должность начальника штаба 1-го Туркестанского армейского корпуса. В январе 1915 — ноябре 1916 — начальник штаба 76-й пехотной дивизии, 2-й Туркестанской стрелковой бригады, 2-й Туркестанской стрелково-артиллерийской бригады. С 6 декабря 1915 — полковник. За отличия в боях награждён орденами св. Георгия 4-й степени, св. Владимира 3-й степени с мечами, св. Анны 2-й степени с мечами. С 22 ноября 1916 — командир 8-го Туркестанского стрелкового полка.

#### Деятельность в 1917

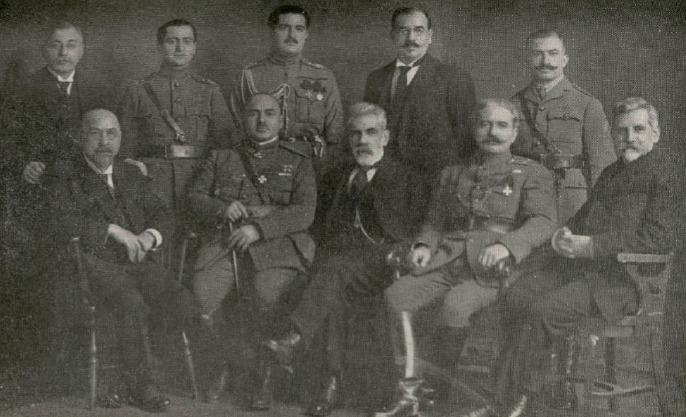
Армянская делегация в США. 1919. Багратуни сидит, 2-й слева

После Февральской революции принадлежал к числу сторонников демократических преобразований в армии. Был избран делегатом Всероссийского съезда офицеров в Петрограде, состоявшегося в мае 1917 г. С июня 1917 г. служил в кабинете военного министра А. Ф. Керенского. С 12 июля 1917 г. — начальник штаба Петроградского военного округа. С 30 августа 1917 г. — генерал-майор. Был противником выступления генерала Л. Г. Корнилова, вместе с Барановским сочинил радио «всем, всем, всем» об измене Корнилова и отрешении его от поста верховного главнокомандующего.
Являлся одним из организаторов создания армянских воинских частей в составе русской армии. В августе 1917 г., одновременно с продолжением службы в должности начальника штаба военного округа, был избран Армянским военным комиссаром и председателем Армянского военного совета. Активно занимался формированием Армянского армейского корпуса.
Накануне прихода к власти большевиков предпринимал меры по концентрации войск, верных Временному правительству, приказал штабу Северного фронта направить в Петроград специальный военный отряд (приказ командованием фронта выполнен не был). В результате Багратуни удалось собрать лишь незначительные военные силы. 25 октября (7 ноября) 1917 министр Временного правительства Н. М. Кишкин, получивший полномочия для наведения порядка в городе, снял с должности проявлявшего нерешительность главнокомандующего войсками Петроградского военного округа полковника Г. П. Полковникова и назначил на его место более энергичного генерала Багратуни. Однако и тот не смог переломить негативное развитие ситуации — после сдачи большевикам штаба округа он подал в отставку и был арестован большевиками у Зимнего дворца. Находился в заключении в Петропавловской крепости, был освобождён 15 декабря 1917 г. и на следующий день вновь вступил в должность Армянского военного комиссара.

### Армянский генерал и дипломат
В конце 1917 — начале 1918 г. продолжал работу по формированию армейского корпуса и отправке военнослужащих-армян на Кавказ. В марте 1918 г. прибыл в Баку, но уже 15 марта на него было совершено покушение, приведшее к ампутации ноги. Несмотря на тяжёлое ранение, участвовал в боевых действиях во время мартовских событий и обороны Баку от турецких и азербайджанских объединённых сил летом — в начале осени 1918 г. Был назначен правительством Диктатуры Центрокаспия военным министром. После победы Кавказской Исламской армии в битве за Баку был вынужден 16 сентября 1918 г. вместе с армянскими вооружёнными формированиями и беженцами покинуть Баку и переехать в Энзели (северная Персия). После ухода турок из Баку и вступления в город английских войск в ноябре 1918 г. вернулся и вновь был избран в состав Армянского национального совета.
В 1919 входил в состав делегации Армении на Парижской мирной конференции в качестве советника. С августа 1919 — председатель военной миссии Армении, направленной в США для переговоров о сотрудничестве в оборонной сфере; в ноябре 1919 миссия прибыла в Нью-Йорк. Встречался со многими американскими политическими и общественными деятелями, выступал на митингах, настаивал на оказании помощи Армении и официальном признании армянского государства. Несмотря на то, что в декабре 1919 — январе 1920 Багратуни был принят военным министром и государственным секретарём США, американские власти отказались оказать военную помощь стране, не получившей официального признания.
После завершения работы миссии вернулся во Францию, в 1920 был назначен послом Республики Армения в Англии, где и остался жить в эмиграции.

## Награды
- Орден Св. Анны 4-й ст. (ВП 26.02.1906)
- Орден Св. Станислава 3-й ст. с мечами и бантом (ВП 18.01.1907)
- Орден Св. Анны 3-й ст. (ВП 06.12.1912)
- Орден Св. Станислава 2-й ст. (ВП 06.12.1914)
- Орден Св. Владимира 4-й ст. с мечами и бантом (ВП 13.03.1915)
- Георгиевское оружие (ВП 21.05.1915)
- мечи к ордену Св. Станислава 2-й ст. (ВП 25.05.1915)
- Орден Св. Владимира 3-й ст. с мечами (ВП 10.05.1916)
- Орден Св. Анны 2-й ст. с мечами (ВП 05.01.1917)
- Орден Св. Георгия 4-й ст. (ПАФ 23.06.1917).